# Tortula ucrainica
Tortula ucrainica là một loài Rêu trong họ Pottiaceae. Loài này được (Lazarenko) R.H. Zander miêu tả khoa học đầu tiên năm 1993.